# Llenguatge de programació de propòsit general
Llenguatge de programació de propòsit general, en ciències de la computació, és un llenguatge de programació dissenyat per a escriure programari en una gran varietat de camps d'aplicació diferents. A diferència dels llenguatges de programació de domini específic, on hi ha característiques especials adaptades a un sector concret com el cientític, artístic, jocs...
Els següents són alguns del llenguatges de programació de propòsit general :
- Ada
- ALGOL
- Assembly language
- BASIC
- Boo
- C
- C++
- C#
- Clojure
- COBOL
- Crystal
- D
- Dart
- Elixir
- Erlang
- F#
- Fortran
- Go
- Harbour
- Haskell
- Idris
- Java
- JavaScript
- Julia
- Lisp
- Lua
- Modula-2
- NPL
- Oberon
- Objective-C
- Pascal
- Perl
- PHP
- Pike
- PL/I
- Python
- Ring
- RPG
- Ruby
- Rust
- Scala
- Simula
- Swift
- Tcl